# 세조찬위
세조찬위(世祖簒位)는 조선 단종 3년 (1455년)에 일어난 정변으로, 조선의 왕족 수양대군이 조카 단종을 몰아내고 왕위를 빼앗은 일이다. 계유정난으로 정권을 장악한 수양대군 및 한명회, 권람, 신숙주 등은 단종을 폐위시킨 뒤 왕숙인 수양대군(세조)을 왕으로 추대하였다. 관점에 따라서 세조반정(世祖反正), 단종 폐위 사건으로 부르기도 한다. 정변이 일어난 해의 이름을 따 을해반정(乙亥反正) 또는 을해정사(乙亥靖社)라고도 한다.

## 배경

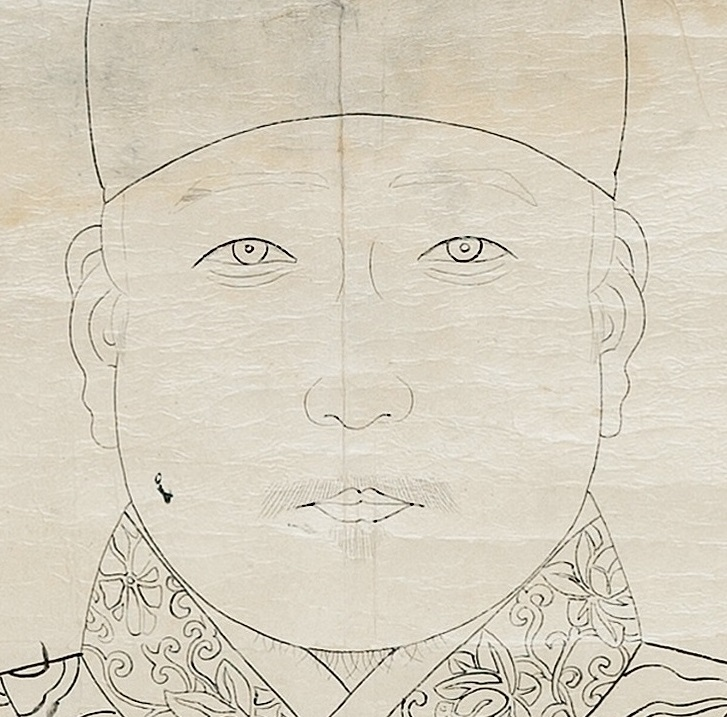
조선 세조

세종과 문종의 사후 어린 단종을 대신하여 관료들과 외척들이 발호하였고, 이를 못마땅하게 여긴 왕숙 수양대군, 안평대군 등이 두각을 드러냈으며, 계유정난을 빌미로 반정의 명분을 삼았다.
단종이 즉위하였을 때는 나이 겨우 12세에 불과하여, 부왕이자 선왕인 문종의 유명(遺命)에 따라 좌의정 김종서과 영의정 황보인, 우의정 정분 등이 그를 보필하고, 집현전 학자들이 또한 협찬(協贊)하여 왔다.

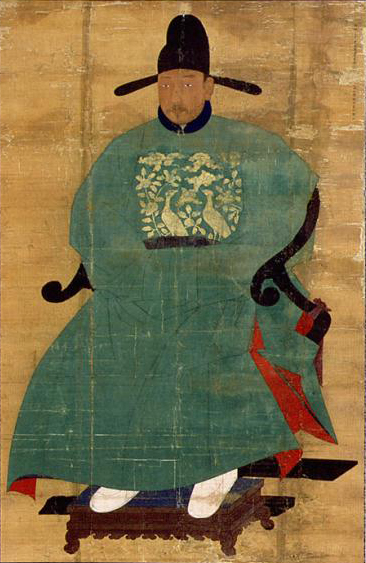
수양대군의 책사 신숙주

그런데 단종의 조부인 세종에게는 왕자 18명이 있었으며 그 중에서도 세종의 차남이자 양녕대군, 효령대군과 함께 종친들의 수장격인 수양대군은 야망과 수완이 비범한 인물이었다. 이때 모든 대군은 다투어 빈객을 맞아들여 세력의 확장을 도모하고 있었는데, 수양대군에게는 무인들이 모였다.
안평대군의 주변에는 집현전 학사들이 많이 모여들었는데, 수양대군 역시 집현전 학사들의 포섭을 위해 노력하였다. 그 결과 신숙주, 정창손, 김질, 정인지 등이 수양대군의 편에 서게 된다.

## 경과
계유정난으로 김종서, 황보인 일파와 안평대군의 친속들을 제거한 수양대군은 영의정 겹 섭정에 오르고, 신숙주, 한명회, 권람 등은 선위의 형식으로 단종이 수양대군에게 양위하게 한다.

### 계유정난
수양대군은 모신(謨臣) 권람을 통하여 당시 경덕궁직으로 있던 한명회를 얻고, 한명회를 통해 다시 홍달손(洪達孫) · 양정(楊汀) 등의 유능한 무인(武人) 30여 명을 포섭하여 기회를 엿보았다. 한명회는 세상을 읽는 능력이 있는 인물로 수양대군의 책사로 활동한다. 불우한 처지에 있던 한명회와 권람은 왕권의 추락과 신권의 막강함과 사회 혼란을 이유로 들어 정변의 당위성을 역설하였다.
먼저 단종을 협찬해 오던 3공(公) 가운데서 가장 지용(智勇)을 겸비한 김종서를 제거하고자, 1453년(단종 1) 음력 10월 무사를 이끌고 김종서의 집을 습격하여 그를 죽인 뒤, 김종서가 모반하므로 죽였는데 일이 절박하여 사전에 임금께 아뢸 여가가 없었다고 상주하였다. 곧 왕명을 빌어 신하들을 소집, 미리 계획했던 대로 영의정 황보인·병조판서 조극관(趙克寬)·찬성(贊成) 이양(李穰) 등 반대파 중신(重臣)을 궐문에서 죽이고, 우의정 정분(鄭苯)·조수량(趙邃良 : 조극관(趙克寬)의 아우) 등을 귀양 보냈다가 이어 죽였다. 한편 김종서 등의 목을 베어 매달고 그 자손을 주살(誅殺)하였으며 이어서 안평대군이 김종서 등과 통했다고 하여 그를 강화도에 귀양 보내서 뒤에 사사(賜死)하였다.

### 선위
정변으로써 실권을 얻게 된 수양대군은, 바로 영의정부사(領議政府事), 이조·형조판서, 내외병마도통사(內外兵馬都統使) 등을 겸직함으로써 정권과 병권을 장악하고, 정인지를 좌의정에, 자신의 맏아들 도원군의 장인이기도 한 한확을 우의정에 임명하는 한편, 집현전으로 하여금 수양대군을 찬양하는 교서를 짓게 하여 이것을 왕의 이름으로 받았다.
수양대군의 위세와 권위로 인하여 금성대군의 목숨까지 위험에 처한 사태가 오자 어쩔 수 없는 처지에 달했음을 깨닫고 단종은 1455년(단종 3) 윤 6월 수양대군에게 양위할 뜻을 전하고 친히 대보(大寶)를 전수(傳授)하니, 단종의 뒤를 이은 그가 곧 세조이다.

### 단종 복위 운동

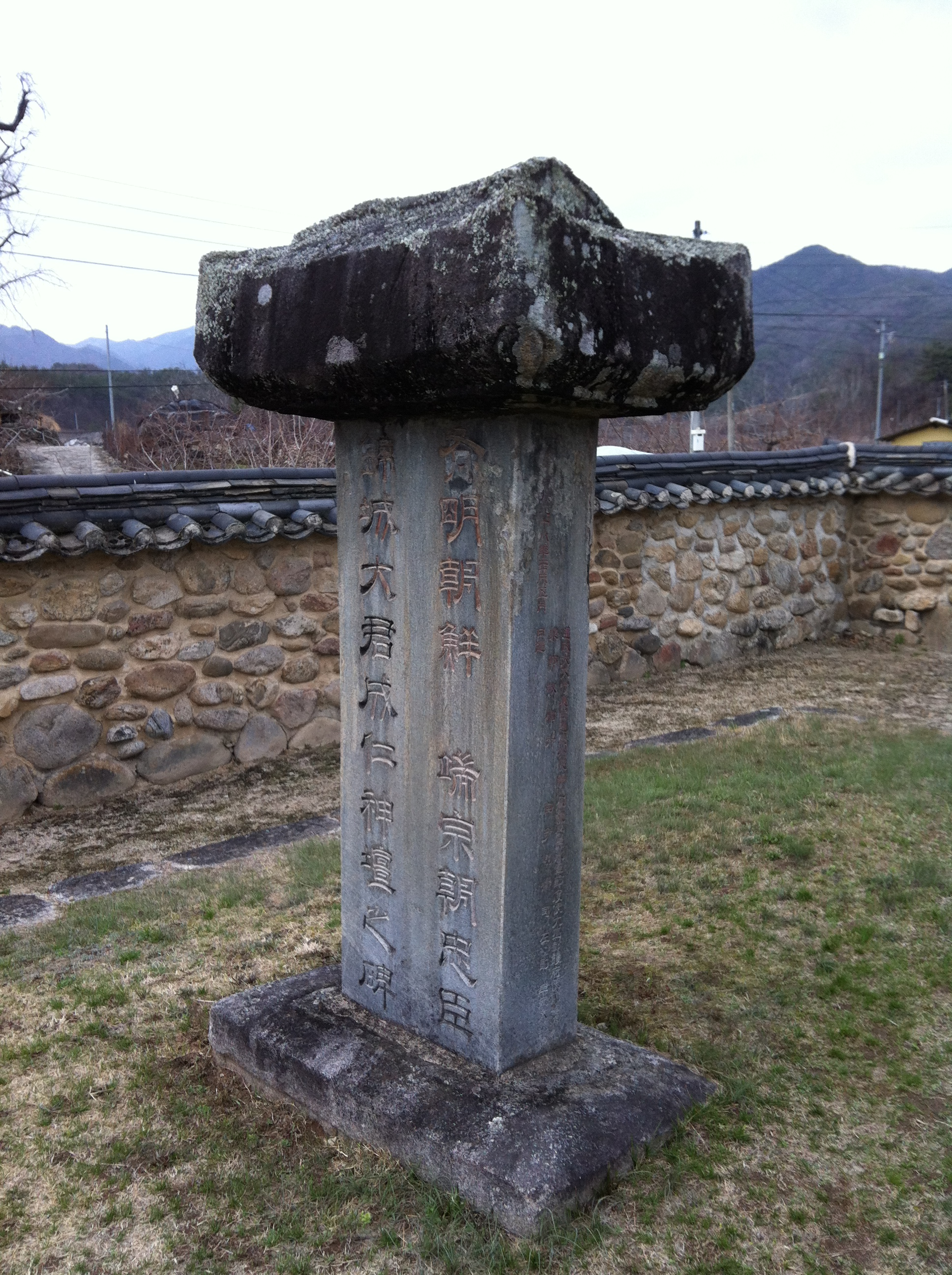
금성단 안에 있는 금성대군성인신단지비(錦城大君成仁神壇之碑)

선위 계획은 권남·정인지 등이 극비리에 추진한 것이라 비록 선양의 형식을 택하였다고는 하지만, 계략에 따른 왕위의 강탈이었다. 이러한 처사에, 특히 집현전 학자로서 세종의 신임이 두터웠던 성삼문·형조참판 박팽년·직제학(直提學) 이개·예조참판 하위지·사예(司藝) 유성원 등과 성삼문의 아버지 성승(成勝) 및 병마절도사 조숭문·유응부·종사관 박심문 등은 상왕으로서 수강궁(壽康宮)에 있는 단종의 복위와 반역파의 숙청을 꾀하고 그 기회를 엿보고 있었다.
이들은 1456년(세조 2) 6월 창덕궁에서 명사(明使)를 향응하는 기회를 타서 거사하기로 하였으나 계획이 어긋나자 김질(金礩)·정창손(鄭昌孫) 등은 사태의 불리함을 보고 이를 밀고하였다. 세조는 곧 성삼문 등에게 참혹한 고문을 가했으나 모두 굴하지 않았으므로 성삼문, 박팽년, 유응부, 이개는 작형(灼形 : 단근질) 등으로 형살(刑殺)되었다. 하위지도 참살되고, 유성원은 자기 집에서 자살하였다. 이들을 사육신이라 부르며, 이에 연루된 자로 권자신(權自愼)·김문기(金文起) 등 70여 명도 모두 처벌되었다.
이후 세조는 이 사건에 상왕 단종도 관계하였다 하여 노산군(魯山君)으로 강봉하고 군사 50명으로 호송케 하여 영월로 귀양 보냈다. 단종의 어머니 현덕왕후(顯德王后)를 추폐(追廢)하여 서인(庶人)으로 삼고, 세조의 아우 금성대군도 순흥(順興)으로 귀양 보냈다.
그 후 9월에 금성대군은 부사(府使) 이보흠(李甫欽)과 함께 단종의 복위를 꾀하여 영남 인사에게 격문(檄文)을 돌려 군사를 일으키려 하였다. 그러나 밀고가 들어가 탄로 나서 금성대군은 안동에 하옥되고, 이보흠과 기타 영남의 인사들도 많이 주살(誅殺)되었다. 한편, 세종의 아들 한남군(漢南君)·영풍군(永豊君) 등도 멀리 귀양 가고 노산군에 대하여는 군(君)을 폐하여 서인으로 하였다. 이에 영의정 정인지·좌의정 정창손·이조판서 한명회·좌찬성 신숙주 등은 계속 노산군(단종)과 금성대군을 치죄할 것을 주장하여, 세조는 마침내 금성대군을 사사(賜死)하고 불과 이때 나이 17세였던 단종 역시 살해하였다.

## 같이 보기
- 단종
- 세조
- 계유정난
- 단종애사
- 육종영
- 사육신
- 생육신
- 김종서
- 황보인
- 양정
- 안평대군
- 봉석주
- 반정
- 중종반정
- 인조반정